# Roger Eno
Roger Eugene Eno (* 29. April 1959 in Woodbridge, Suffolk) ist ein britischer Musiker und Komponist. Er ist der jüngere Bruder von Brian Eno. Einige Kollaborationen mit seinem Bruder, z. B. Apollo: Atmospheres and Soundtracks oder dem Soundtrack zu dem Film Dune, haben ihm seinen ersten Vertrag mit E.G. Records eingebracht. 1985 veröffentlichte er dort sein erstes Album Voices. Bis heute hat er über 15 eigene Alben veröffentlicht. Für einige Filme hat er die Musik geschrieben, zum Beispiel für Neuneinhalb Wochen, Heißer Atem oder die Fernsehserie State of the Union. Eno wohnt bis heute in seiner heimatlichen Grafschaft Suffolk und produziert seine Musik im eigenen Studio.

## Diskografie (Auswahl)
- 1985: Voices
- 1988: Between Tides
- 1993: In a Room
- 1994: Classical Music For
- 1994: The Familiar
- 1995: Lost in Translation
- 1996: Swimming
- 1997: Music of Neglected English Composers
- 1998: The Flatlands
- 1999: Damage
- 1999: Appointed Hour (mit Peter Hammill)
- 2000: Islands
- 2000: The Night Garden
- 2000: The Long Walk
- 2002: 18 Keyboard Studies by Hans Friedrich Micheelsen
- 2002: Getting Warmer
- 2005: At Lincoln Cathedral [live]
- 2006: Transparencies (mit Plumbline)
- 2008: Anatomy
- 2008: Flood
- 2017: This Floating World
- 2018: Dust of Stars (Recital Records)
- 2020: Mixing Colours (mit Brian Eno)
- 2022: The Turning Year (Deutsche Grammophon)